# Pusztavacs
Pusztavacs là một thị trấn thuộc hạt Pest, Hungary. Thị trấn này có diện tích 79,07 km², dân số năm 2010 là 1430 người, mật độ 18 người/km².